# Contra (musikalbum)
Contra är det andra albumet av amerikanska indierockbandet Vampire Weekend. Albumet släpptes den 1 december 2009.

## Låtlista
1. "Horchata" - 3:27
2. "White Sky" - 2:59
3. "Holiday" - 2:18
4. "California English" - 2:30
5. "Taxi Cab" - 3:56
6. "Run" - 3:53
7. "Cousins" - 2:25
8. "Giving Up The Gun" - 4:46
9. "Diplomat's Son" - 6:01
10. "I Think Ur A Contra" - 4:27